# احتفاظ بالعميل
يشير مصطلح الاحتفاظ بالعميل (بالإنجليزية: Customer retention)‏ إلى قدرة الشركة أو المنتج على الاحتفاظ بعملائها خلال فترة محددة. وتعني ارتفاع نسبة الاحتفاظ بالعملاء أن عملاء المنتج أو الشركة يميلون إلى العودة والاستمرار في الشراء أو بطريقة أخرى عدم الانتقال إلى منتج أو شركة أخرى، أو عدم الاستخدام على الإطلاق. تسعى منظمات المبيعات بشكل عام إلى تقليل خسارة العملاء [الإنجليزية]. يبدأ الاحتفاظ بالعملاء منذ أول اتصال يجريه المنظمة مع العميل ويستمر طوال فترة العلاقة بالكامل، وتأخذ الجهود الناجحة للاحتفاظ بالعملاء هذا الدور الكامل في الحسبان. وترتبط قدرة الشركة على جذب واحتفاظ العملاء الجدد ليس فقط بمنتجاتها وخدماتها، ولكن أيضاً بالطريقة التي تخدم بها عملائها الحاليين، والقيمة التي يحصل عليها العملاء فعلياً نتيجة استخدام الحلول، والسمعة التي تخلقها داخل وخارج السوق.
الاحتفاظ الناجح بالعملاء ينطوي على المزيد من تلبية توقعات العميل. فإن إنشاء مؤيدين مخلصين للعلامة التجارية قد يعني تجاوز توقعات العملاء. ويضع إنشاء ولاء العميل [الإنجليزية] "قيمة العميل بدلاً من تحقيق الأرباح وقيمة حقوق المساهمين في مركز استراتيجية الأعمال". والفارق الرئيسي في بيئة تنافسية غالبًا ما يكون في تقديم مستوى عالٍ ومتسق لخدمة العملاء. وعلاوة على ذلك، في عالم نجاح العميل [الإنجليزية] الناشئ، يعد الاحتفاظ بالعملاء هدفًا رئيسيًا.
الاحتفاظ بالعملاء له تأثير مباشر على الربحية. وتشير الأبحاث التي أجراها جون فليمنغ وجيم أسبلند إلى أن العملاء المشاركين يولدون أرباحًا تصل إلى 1.7 مرة أكثر من العملاء العاديين، بينما يولد وجود موظفين مشاركين وعملاء مشاركين مكاسب في الإيرادات تصل إلى 3.4 مرات المعدل العادي.

## القياس
يجب أن يميز قياس الاحتفاظ بالعملاء بين النوايا السلوكية والسلوكيات الفعلية للعملاء. يستند استخدام النوايا السلوكية كمؤشر للاحتفاظ بالعملاء على فرضية أن النوايا هي مؤشر قوي للسلوكيات المستقبلية، بحيث يعرض العملاء الذين يعبرون عن نية أقوى لإعادة الشراء لعلامة تجارية أو شركة سلوكيات مقابلة أقوى أيضًا. يمكن قياس سلوكيات إعادة الشراء والاحتفاظ بالعملاء بطرق مختلفة والتي تكون في عدة مقالات نشرت في مجال التسويق. وتلخص الدراسات المختلفة التي تشمل أيضًا مقاييس مختلفة لقياس نية إعادة شراء العملاء والسلوكيات الفعلية لإعادة الشراء في سلسلة من أوراق المراجعة مثل كينينغهام وزملاؤه (2007)، وغوبتا وزيتهامل (2006)، ومورغان وريغو (2006). وتشير هذه الدراسات إلى الاستنتاجات العامة التالية:
1. رضا العملاء هو مؤشر قوي على نوايا إعادة الشراء لدى العميل وسلوك إعادة الشراء
2. تعتبر نوايا إعادة الشراء ذات دلالة إحصائية وترتبط بشكل إيجابي بسلوك إعادة الشراء: مع زيادة نية إعادة الشراء لدى الأشخاص، تزداد أيضًا احتمالية إعادة شراء العلامة التجارية بالفعل. ومع ذلك، فإن حجم الارتباط، على الرغم من أنه إيجابي، متوسط إلى ضعيف - مما يشير إلى أن النوايا والسلوكيات ليست بنيات قابلة للتبديل لقياس الاحتفاظ بالعملاء.
3. الارتباط بين مقاييس الاستبقاء المختلفة ليس دائمًا مباشرًا. يمكن أن يكون (أ) عرضًا غير خطي للعوائد المتزايدة أو المتناقصة، (ب) يختلف باختلاف قطاعات العملاء)، كما يختلف حسب نوع الصناعة.
4. يعد الاحتفاظ بالعملاء مؤشرًا قويًا على النجاح المالي للشركة، وذلك باستخدام مقاييس المحاسبة وسوق الأوراق المالية. أظهرت دراسة أجريت على بنك برازيلي أن فروع البنوك التي كانت أكثر مهارة في إرضاء العملاء والاحتفاظ بهم بكفاءة كانت أكثر ربحية من نظرائهم الذين حققوا أحدهما أو الآخر ولكن ليس كلاهما.[5]

فيما يتعلق بالقياس، يمكن الحصول على مقاييس النوايا عادة باستخدام عناصر القياس المضمنة في استبيان العملاء. يمكن استخدام هذه الاستبيانات لتحديد العوامل التي تؤثر على ولاء العملاء ونوايا إعادة الشراء، مثل جودة المنتج المتصورة، رضا العملاء، صورة العلامة التجارية، والقيمة المتصورة. من ناحية أخرى، يجب قياس سلوكيات الاحتفاظ بالعملاء باستخدام البيانات الثانوية مثل المقاييس المحاسبية لحجم (الكمية والقيمة المالية) وتكرار شراء العميل لسلع أو خدمات الشركة. وهذا يتطلب وجود إدارة معلومات العملاء قوية يمكنها التقاط جميع المقاييس ذات الصلة التي قد تكون مطلوبة للتحليل. وفي الشركات النموذجية، يمكن يكون الحصول على هذه المقاييس من مجموعة متنوعة من الإدارات مثل المحاسبة والمبيعات والتسويق والمالية واللوجستية وغيرها من البحوث الخاصة بالعملاء.[بحاجة لمصدر]

## العوامل والمحفزات
الاحتفاظ بالعميل هو نتيجة لعدة عوامل مختلفة كما هو موضح أدناه.
1. رضا العملاء: تشير الأبحاث إلى أن رضا العملاء هو مشغل مباشر للاحتفاظ بالعملاء في مجموعة واسعة من الصناعات. على الرغم من مزاعم بعض الدراسات الفردية، فإن الأدلة الأساسية واضحة بشكل لا لبس فيه: هناك علاقة إيجابية بين رضا العملاء والاحتفاظ بهم، على الرغم من أن مدى هذه العلاقة يمكن أن يختلف بناءً على مجموعة واسعة من العوامل مثل خصائص العملاء والمنتج والصناعة. قامت بعض الشركات والأفراد بإنشاء نماذج رياضية لتقييم رضا العملاء.[6]
2. إسعاد العملاء [الإنجليزية]: يجادل بعض العلماء بأنه في عالم المنافسة الحالي، لا يكفي مجرد إرضاء العملاء بل يتعين على الشركات إسعاد العملاء عن طريق توفير خدمة قوية بشكل استثنائي. فالعملاء الذين يشعرون بالسعادة والإرتياح هم الذين من المرجح أن يبقوا مع الشركة ويحسنوا من الإبقاء على العملاء بشكل عام.[7] في الآونة الأخيرة، قيل إن إسعاد العملاء قد يكون أكثر قابلية للتطبيق على السلع والخدمات اللذيذة بدلاً من المنتجات والخدمات النفعية.[بحاجة لمصدر]
3. تكاليف تحول العملاء [الإنجليزية]: يعرف كل من بيرنهام وفريلز وماهاجان[8] (2003، صفحة 110) تكاليف التحول بأنها "تكاليف مرة واحدة يرتبط بها العملاء عند عملية الانتقال من مزود خدمة إلى آخر". عادةً ما يواجه العملاء ثلاثة أنواع من تكاليف التحويل: (1) تكاليف التحويل المالية (مثل الرسوم لإلغاء العقد أو فقدان نقاط المكافأة)؛ (2) تكاليف التحويل الإجرائية ( الوقت والجهد وعدم اليقين في العثور على علامة تجارية/مزود جديد واعتماده واستخدامه) ؛ و(3) تكاليف التحويل العلاقية (العلاقات الشخصية والتعرف بالعلامة التجارية والموظفين). أجرى تحليل الأدبيات الحديث، الذي شمل 233 تأثيرًا من أكثر من 133،000 عميل، وجد أن جميع أنواع تكاليف التحويل تزيد من الإبقاء على العملاء - ومع ذلك، فإن تكاليف التحويل العلاقية لها أقوى ارتباط بنوايا إعادة شراء العملاء وسلوكهم.
4. إدارة علاقات العملاء: ومن خلال الاعتراف بالجوانب الاجتماعية والعلاقية - وخاصة تلك المضمنة في الخدمات - فقد جرى الجدل حول إمكانية زيادة الاحتفاظ بالعملاء من خلال التركيز على إدارة العلاقات مع العملاء. تحدث إدارة العلاقات عندما تتمكن الشركات من اتخاذ منظور طويل الأجل، بدلاً من منظور معاملاتي لإدارة قاعدة عملائها. ومع ذلك، فإن جميع العملاء ذوي المدى الطويل ليسوا مربحين ويستحقون الاحتفاظ بهم؛ في بعض الأحيان، يمكن أن يكون العملاء ذوو المدى القصير والمعاملات الفورية أكثر ربحية للشركة.[9] على هذا النحو، قد تضطر الشركات إلى تطوير إطار عمل استراتيجيًا لإدارة العملاء غير المربحين.

## قيمة العميل على مدى الحياة
تمكّن قيمة العميل على مدى الحياة المنظمة من حساب القيمة الصافية الحالية للأرباح التي ستحققها المؤسسة على العميل خلال فترة زمنية محددة. ويشير معدل الاحتفاظ إلى النسبة المئوية لإجمالي عدد العملاء المحتفظ بهم مقارنةً بعدد العملاء الذين اقتربوا من الغاء الخدمة.

## توحيد معايير خدمة العملاء
توجد معايير نشرت لمساعدة المنظمات على تحقيق رضا العملاء والنجاح المستمر في الخدمة من أجل زيادة عمر العميل. أصدر معهد خدمة العملاء الدولي المعيار الدولي للتميز في الخدمة. ويتيح المعيار للمنظمات تركيز اهتمامها على تقديم التميز في إدارة خدمة العملاء، في الوقت نفسه يعزز تقدير النجاح من خلال شهادة توثيق من طرف ثالث. يركز المعيار اهتمام المنظمة على تحقيق زيادة في رضا العملاء من خلال مساعدة المنظمة على تطبيق نموذج جودة الخدمة. يستخدم نموذج جودة المعيار خمسةأبعاد، وهي السياسات والعمليات والأشخاص والمرافق والمنتج / الخدمة، بالإضافة إلى قياس الأداء. يؤدي تنفيذ معيار خدمة العملاء إلى تحسين ممارسات خدمة العملاء والإجراءات التشغيلية الأساسية وفي نهاية المطاف إلى مستويات أعلى من رضا العملاء، مما يزيد من الولاء والاحتفاظ بالعملاء.

## مقالات ذات صلة
- إدارة علاقات العملاء
- خدمة العملاء
- المعهد الدولي لخدمة العملاء